# 阜阳市 (县级市)
阜阳市，中国旧地名，曾是安徽省县级市。
1975年12月19日，国务院批准设立县级阜阳市，以阜阳县阜阳镇为阜阳市行政区域，由阜阳地区管辖，并作为阜阳地区专员公署驻地。1992年11月20日，民政部以民行批〔1992〕152号文批准阜阳县、阜阳市县市合并。1996年1月1日，国务院以国函〔1996〕1号文批准撤销阜阳地区、县级阜阳市，设立地级阜阳市，同时设立阜阳市颍州区、颍东区、颍泉区管辖原县级阜阳市的行政区域。